# 小坂樫男
小坂 樫男（おさか かしお、1935年（昭和10年）8月16日 - ）は、日本の政治家。元長野県伊那市長。旭日小綬章受章。

## 来歴
現在の伊那市出身。長野県上伊那農業高等学校卒業。長野県庁に入庁し、土地対策課長、医務課長、長野県公衆衛生専門学校長を経て、伊那市助役を歴任し、平成8年（1996年）市長選挙に当選した。平成の大合併では、上伊那郡2町村との新設合併を推進し、同18年（2006）年、伊那市の初代市長となった。2014年秋の叙勲で旭日小綬章を受章。